# جانبيات العوم
جانبيات العوم (الاسم العلمي Achiridae)، فصيلة أسماك مفلطحة من رتبة المفلطحات. تعيش أجناس (7) ها وأنواعها (35) في المياه العذبة والمالحة. أعطانها الأمريكتين.